# 97. pehotni polk (Avstro-Ogrska)
Za druge 97. polke glejte 97. polk.
97. pehotni polk (izvirno nemško Infanterie-Regiment Nr. 97; dobesedno slovensko: Pehotni polk št. 97) je bil pehotni polk k.u.k. Heera.

## Poimenovanje
- Küstenländisch-Krainerisches Infanterie Regiment »von Waldstätten« Nr. 97
- Infanterie Regiment Nr. 97 (1915 - 1918)

## Zgodovina
Polk je bil ustanovljen leta 1883. 

### Prva svetovna vojna
Polkovna narodnostna sestava leta 1914 je bila sledeča: 45% Slovencev, 27% Srbo-Hrvatov, 20% Italijanov in 8% drugih. Naborni okraj polka je bil v Trstu, pri čemer so bile polkovne enote garnizirane sledeče: Belovar (štab, I. in II.), Trst (II. bataljon) in Carlstadt (IV. bataljon).
Med prvo svetovno vojno se je polk bojeval tudi na soški fronti.
V sklopu t. i. Conradovih reform leta 1918 (od junija naprej) je bilo znižano število polkovnih bataljonov na 3.

## Organizacija
1918 (po reformi)
- 1. bataljon
- 2. bataljon
- 3. bataljon

## Poveljniki polka
- 1908: Josef Stürgkh[6]
- 1914: Karl von Knopp von Kirchwald[1]
- september - november 1914: Ägidius Adamović von Wagstätten